# Campylopus didymodon
Campylopus didymodon là một loài rêu trong họ Dicranaceae. Loài này được Griff. A. Jaeger mô tả khoa học đầu tiên năm 1872.